# Zork
Zork — серия текстовых (впоследствии графическо-текстовых) приключенческих компьютерных игр фирмы Infocom. Первая игра вышла в 1978 году и называлась Zork I: The Great Underground Empire.

## Список игр серии
Оригинальная серия
- Zork I: The Great Underground Empire (1978, Infocom)
- Zork II: The Wizard of Frobozz (1981, Infocom)
- Zork III: The Dungeon Master (1983, Infocom)

Более поздние дополнения к оригинальной серии
- Enchanter (1983)
- Sorcerer (1984)
- Spellbreaker (1985)
- Wishbringer: The Magick Stone of Dreams (1985, Infocom)
- Zork Quest: Assault on Egreth Castle (1988, Infocom)
- Zork Quest: The Crystal of Doom (1989, Infocom)
- Beyond Zork: The Coconut of Quendor (1987)
- Zork Zero: The Revenge of Megaboz (1988)
- Return to Zork (1993, Infocom/Activision)
- The Philosopher’s Stone (Activision) — не закончена
- Zork Nemesis: The Forbidden Lands (1996)
- Zork: The Undiscovered Underground (1997)
- Zork: Grand Inquisitor (1997)